# Opan (gmina)
Opan (bułg. Община Опан) – gmina w środkowej Bułgarii.

## Miejscowości
Miejscowości wchodzące w skład gminy Opan:
- Basztino (bułg.: Бащино),
- Bjał izwor (bułg.: Бял извор),
- Bjało pole (bułg.: Бяло поле),
- Jastrebowo (bułg.: Ястребово),
- Knjażewsko (bułg.: Княжевско),
- Krawino (bułg.: Кравино),
- Opan (bułg.: Опан) – siedziba gminy,
- Pystren (bułg.: Пъстрен),
- Sredec (bułg.: Средец),
- Stoletowo (bułg.: Столетово),
- Trakija (bułg.: Тракия),
- Wasił Lewski (bułg.: Васил Левски),
- Wenec (bułg.: Венец).